# 長峰 (大鰐町)
長峰（ながみね）は、青森県南津軽郡大鰐町の大字。郵便番号は038-0202。

## 地理
大鰐町の東部に位置し、当地の北部は弘前市、北部から東部にかけて平川市に接し、西部を奥羽本線・国道7号・東北自動車道が通り、南西部を町域に沿う形で平川が流れる。当地の中央部に駒木が位置し、北部は平川市唐竹、北部から東部にかけて小国、南東部は碇ヶ関古懸、南部は唐牛、南西部は苦木、西部は蔵館、北西部は乳井・薬師堂に接する。

### 河川
- 平川

### 小字
小字として阿曽・九十九森・駒木沢・駒ノ台・鯖野沢・沢田・下川原・新才洞・杉浦平・砂沢・砂沢平・梨子野木・糠塚森・野尻・ブシ川・前田・前田ノ沢・山辺がある。

## 歴史
古くから産業は米のほかに、山麓を利用してのりんご栽培に力を入れてきたが、奥羽本線長峰駅が開業するまでは不便であった。1952年（昭和27年）に長峰駅が開業すると、同時に秋田県大館市と大鰐町両地に民営バスが相互乗り入れを開始し、便利になる。

### 沿革
- 1871年（明治4年） - 弘前県を経て青森県に所属。
- 1878年（明治11年） - 南津軽郡に所属。
- 1951年（昭和26年） - 蔵館町として南津軽郡の自治体になる。
- 1954年（昭和29年） - 大鰐町の大字になる。

## 施設

### 教育
- あじゃら東保育園

### 商業
- コメリハード＆グリーン大鰐店

### 交通
- 弘南バス大鰐車庫
- JR東日本長峰駅

### 郵便
- 長峰郵便局

### 公共
- 元長峰地区農村広場
- 元長峰集会センター

### その他
- 東北自動車道阿闍羅パーキングエリア

## 小・中学校の学区
町立小・中学校に通う場合、学区は以下の通りとなる。
| 大字 | 番・番地 | 小学校             | 中学校             |
| ---- | -------- | ------------------ | ------------------ |
| 長峰 | 全域     | 大鰐町立大鰐小学校 | 大鰐町立大鰐中学校 |

## 交通
- 弘南バス
  - 大鰐南団地前（大鰐 - 早瀬野・島田線）停留所。
  - 大鰐南団地前、元長峰、長峰保育所前、長峰、九十九森（弘前バスターミナル - 大鰐南団地・碇ヶ関線、大鰐 - 駒の台線）停留所。
- JR東日本長峰駅